# Metastelma spruceanum
Metastelma spruceanum är en oleanderväxtart som först beskrevs av Morillo, och fick sitt nu gällande namn av S. Liede. Metastelma spruceanum ingår i släktet Metastelma och familjen oleanderväxter. Inga underarter finns listade i Catalogue of Life.